# Grottes de Bèze
Les grottes de Bèze sont situées sur la commune de Bèze, à 25 km au nord-est de Dijon (Côte-d'Or).

## Histoire
Différentes cavités et dolines sont présentes sur le territoire de Bèze ainsi que dans la forêt de Velours.
La première partie de la grotte aménagée, la salle de la Crétanne est connue depuis fort longtemps, elle aurait servi de refuge aux moines et habitants du village durant les invasions,. Elle est située à quelques dizaines de mètres de la source de la Bèze.
La rivière souterraine, en partie navigable, a été découverte en septembre 1950.
Dès 1953, différents siphons sont explorés et des prolongements sont découverts. Le développement connu de la cavité est actuellement de plus de 2 800 mètres pour 26 mètres de dénivelé,,

## Géologie
Ce réseau karstique s'est développé dans des roches calcaires datant du jurassique supérieur.
La rivière souterraine est alimentée par les pertes d'une partie de la Tille, de la Venelle et des eaux de pluie drainant un plateau d'une surface de plus de 225 km2.
L'eau réapparaît à l'air libre pour former la source de la Bèze. C'est une résurgence vauclusienne dont le débit peut atteindre 20 m3/s.

## Paléontologie
En juin 2024 des spéléoplongeurs de la Ligue Grand Est de spéléologie photographient un fossile connu depuis les années 1990 dans le siphon. Les photographies permettent un assemblage en 3D qui permet à des spécialistes d'identifier une palette natatoire de plésiosaure datant de 150 millions d'années.

## Biologie

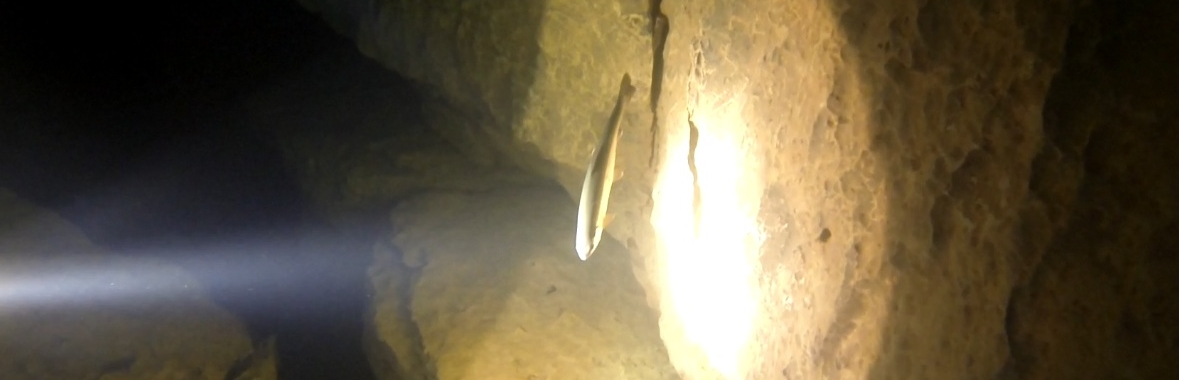
Truite - Siphon de la résurgence.

Cette cavité est l'habitat de différents genres de crustacés cavernicoles :  Niphargus, Caecosphaeroma  et Proasellus, dont une espèce endémique, l'Aselle de Bourgogne.
Des poissons y ont été observés.
Différentes espèces de chiroptères s'y réfugient l'hiver.

## Exploitation touristique
Cette grotte aménagée se visite à pied et en barque, d'avril à fin octobre. En 2017, la fréquentation a dépassé les 30 000 visiteurs.